# 1667
Portal Geschichte | Portal Biografien | Aktuelle Ereignisse | Jahreskalender | Tagesartikel

◄ |
16. Jahrhundert |
17. Jahrhundert
| 18. Jahrhundert | ►

◄ |
1630er |
1640er |
1650er |
1660er
| 1670er | 1680er | 1690er | ►

◄◄ |
◄ |
1663 |
1664 |
1665 |
1666 |
1667
| 1668 | 1669 | 1670 | 1671 | ► | ►►
Staatsoberhäupter  · Nekrolog   · Musikjahr
| Januar | Januar | Januar | Januar | Januar | Januar | Januar | Januar |
| Kw     | Mo     | Di     | Mi     | Do     | Fr     | Sa     | So     |
| ------ | ------ | ------ | ------ | ------ | ------ | ------ | ------ |
| 52     |        |        |        |        |        | 1      | 2      |
| 1      | 3      | 4      | 5      | 6      | 7      | 8      | 9      |
| 2      | 10     | 11     | 12     | 13     | 14     | 15     | 16     |
| 3      | 17     | 18     | 19     | 20     | 21     | 22     | 23     |
| 4      | 24     | 25     | 26     | 27     | 28     | 29     | 30     |
| 5      | 31     |        |        |        |        |        |        |

| Februar | Februar | Februar | Februar | Februar | Februar | Februar | Februar |
| Kw      | Mo      | Di      | Mi      | Do      | Fr      | Sa      | So      |
| ------- | ------- | ------- | ------- | ------- | ------- | ------- | ------- |
| 5       |         | 1       | 2       | 3       | 4       | 5       | 6       |
| 6       | 7       | 8       | 9       | 10      | 11      | 12      | 13      |
| 7       | 14      | 15      | 16      | 17      | 18      | 19      | 20      |
| 8       | 21      | 22      | 23      | 24      | 25      | 26      | 27      |
| 9       | 28      |         |         |         |         |         |         |

| März | März | März | März | März | März | März | März |
| Kw   | Mo   | Di   | Mi   | Do   | Fr   | Sa   | So   |
| ---- | ---- | ---- | ---- | ---- | ---- | ---- | ---- |
| 9    |      | 1    | 2    | 3    | 4    | 5    | 6    |
| 10   | 7    | 8    | 9    | 10   | 11   | 12   | 13   |
| 11   | 14   | 15   | 16   | 17   | 18   | 19   | 20   |
| 12   | 21   | 22   | 23   | 24   | 25   | 26   | 27   |
| 13   | 28   | 29   | 30   | 31   |      |      |      |

| April | April | April | April | April | April | April | April |
| Kw    | Mo    | Di    | Mi    | Do    | Fr    | Sa    | So    |
| ----- | ----- | ----- | ----- | ----- | ----- | ----- | ----- |
| 13    |       |       |       |       | 1     | 2     | 3     |
| 14    | 4     | 5     | 6     | 7     | 8     | 9     | 10    |
| 15    | 11    | 12    | 13    | 14    | 15    | 16    | 17    |
| 16    | 18    | 19    | 20    | 21    | 22    | 23    | 24    |
| 17    | 25    | 26    | 27    | 28    | 29    | 30    |       |

| Mai | Mai | Mai | Mai | Mai | Mai | Mai | Mai |
| Kw  | Mo  | Di  | Mi  | Do  | Fr  | Sa  | So  |
| --- | --- | --- | --- | --- | --- | --- | --- |
| 17  |     |     |     |     |     |     | 1   |
| 18  | 2   | 3   | 4   | 5   | 6   | 7   | 8   |
| 19  | 9   | 10  | 11  | 12  | 13  | 14  | 15  |
| 20  | 16  | 17  | 18  | 19  | 20  | 21  | 22  |
| 21  | 23  | 24  | 25  | 26  | 27  | 28  | 29  |
| 22  | 30  | 31  |     |     |     |     |     |

| Juni | Juni | Juni | Juni | Juni | Juni | Juni | Juni |
| Kw   | Mo   | Di   | Mi   | Do   | Fr   | Sa   | So   |
| ---- | ---- | ---- | ---- | ---- | ---- | ---- | ---- |
| 22   |      |      | 1    | 2    | 3    | 4    | 5    |
| 23   | 6    | 7    | 8    | 9    | 10   | 11   | 12   |
| 24   | 13   | 14   | 15   | 16   | 17   | 18   | 19   |
| 25   | 20   | 21   | 22   | 23   | 24   | 25   | 26   |
| 26   | 27   | 28   | 29   | 30   |      |      |      |

| Juli | Juli | Juli | Juli | Juli | Juli | Juli | Juli |
| Kw   | Mo   | Di   | Mi   | Do   | Fr   | Sa   | So   |
| ---- | ---- | ---- | ---- | ---- | ---- | ---- | ---- |
| 26   |      |      |      |      | 1    | 2    | 3    |
| 27   | 4    | 5    | 6    | 7    | 8    | 9    | 10   |
| 28   | 11   | 12   | 13   | 14   | 15   | 16   | 17   |
| 29   | 18   | 19   | 20   | 21   | 22   | 23   | 24   |
| 30   | 25   | 26   | 27   | 28   | 29   | 30   | 31   |

| August | August | August | August | August | August | August | August |
| Kw     | Mo     | Di     | Mi     | Do     | Fr     | Sa     | So     |
| ------ | ------ | ------ | ------ | ------ | ------ | ------ | ------ |
| 31     | 1      | 2      | 3      | 4      | 5      | 6      | 7      |
| 32     | 8      | 9      | 10     | 11     | 12     | 13     | 14     |
| 33     | 15     | 16     | 17     | 18     | 19     | 20     | 21     |
| 34     | 22     | 23     | 24     | 25     | 26     | 27     | 28     |
| 35     | 29     | 30     | 31     |        |        |        |        |

| September | September | September | September | September | September | September | September |
| Kw        | Mo        | Di        | Mi        | Do        | Fr        | Sa        | So        |
| --------- | --------- | --------- | --------- | --------- | --------- | --------- | --------- |
| 35        |           |           |           | 1         | 2         | 3         | 4         |
| 36        | 5         | 6         | 7         | 8         | 9         | 10        | 11        |
| 37        | 12        | 13        | 14        | 15        | 16        | 17        | 18        |
| 38        | 19        | 20        | 21        | 22        | 23        | 24        | 25        |
| 39        | 26        | 27        | 28        | 29        | 30        |           |           |

| Oktober | Oktober | Oktober | Oktober | Oktober | Oktober | Oktober | Oktober |
| Kw      | Mo      | Di      | Mi      | Do      | Fr      | Sa      | So      |
| ------- | ------- | ------- | ------- | ------- | ------- | ------- | ------- |
| 39      |         |         |         |         |         | 1       | 2       |
| 40      | 3       | 4       | 5       | 6       | 7       | 8       | 9       |
| 41      | 10      | 11      | 12      | 13      | 14      | 15      | 16      |
| 42      | 17      | 18      | 19      | 20      | 21      | 22      | 23      |
| 43      | 24      | 25      | 26      | 27      | 28      | 29      | 30      |
| 44      | 31      |         |         |         |         |         |         |

| November | November | November | November | November | November | November | November |
| Kw       | Mo       | Di       | Mi       | Do       | Fr       | Sa       | So       |
| -------- | -------- | -------- | -------- | -------- | -------- | -------- | -------- |
| 44       |          | 1        | 2        | 3        | 4        | 5        | 6        |
| 45       | 7        | 8        | 9        | 10       | 11       | 12       | 13       |
| 46       | 14       | 15       | 16       | 17       | 18       | 19       | 20       |
| 47       | 21       | 22       | 23       | 24       | 25       | 26       | 27       |
| 48       | 28       | 29       | 30       |          |          |          |          |

| Dezember | Dezember | Dezember | Dezember | Dezember | Dezember | Dezember | Dezember |
| Kw       | Mo       | Di       | Mi       | Do       | Fr       | Sa       | So       |
| -------- | -------- | -------- | -------- | -------- | -------- | -------- | -------- |
| 48       |          |          |          | 1        | 2        | 3        | 4        |
| 49       | 5        | 6        | 7        | 8        | 9        | 10       | 11       |
| 50       | 12       | 13       | 14       | 15       | 16       | 17       | 18       |
| 51       | 19       | 20       | 21       | 22       | 23       | 24       | 25       |
| 52       | 26       | 27       | 28       | 29       | 30       | 31       |          |

| Januar | Januar | Januar | Januar | Januar | Januar | Januar | Januar |
| Kw     | Mo     | Di     | Mi     | Do     | Fr     | Sa     | So     |
| ------ | ------ | ------ | ------ | ------ | ------ | ------ | ------ |
| 52     |        |        |        |        |        | 1      | 2      |
| 1      | 3      | 4      | 5      | 6      | 7      | 8      | 9      |
| 2      | 10     | 11     | 12     | 13     | 14     | 15     | 16     |
| 3      | 17     | 18     | 19     | 20     | 21     | 22     | 23     |
| 4      | 24     | 25     | 26     | 27     | 28     | 29     | 30     |
| 5      | 31     |        |        |        |        |        |        |

| Februar | Februar | Februar | Februar | Februar | Februar | Februar | Februar |
| Kw      | Mo      | Di      | Mi      | Do      | Fr      | Sa      | So      |
| ------- | ------- | ------- | ------- | ------- | ------- | ------- | ------- |
| 5       |         | 1       | 2       | 3       | 4       | 5       | 6       |
| 6       | 7       | 8       | 9       | 10      | 11      | 12      | 13      |
| 7       | 14      | 15      | 16      | 17      | 18      | 19      | 20      |
| 8       | 21      | 22      | 23      | 24      | 25      | 26      | 27      |
| 9       | 28      |         |         |         |         |         |         |

| März | März | März | März | März | März | März | März |
| Kw   | Mo   | Di   | Mi   | Do   | Fr   | Sa   | So   |
| ---- | ---- | ---- | ---- | ---- | ---- | ---- | ---- |
| 9    |      | 1    | 2    | 3    | 4    | 5    | 6    |
| 10   | 7    | 8    | 9    | 10   | 11   | 12   | 13   |
| 11   | 14   | 15   | 16   | 17   | 18   | 19   | 20   |
| 12   | 21   | 22   | 23   | 24   | 25   | 26   | 27   |
| 13   | 28   | 29   | 30   | 31   |      |      |      |

| April | April | April | April | April | April | April | April |
| Kw    | Mo    | Di    | Mi    | Do    | Fr    | Sa    | So    |
| ----- | ----- | ----- | ----- | ----- | ----- | ----- | ----- |
| 13    |       |       |       |       | 1     | 2     | 3     |
| 14    | 4     | 5     | 6     | 7     | 8     | 9     | 10    |
| 15    | 11    | 12    | 13    | 14    | 15    | 16    | 17    |
| 16    | 18    | 19    | 20    | 21    | 22    | 23    | 24    |
| 17    | 25    | 26    | 27    | 28    | 29    | 30    |       |

| Mai | Mai | Mai | Mai | Mai | Mai | Mai | Mai |
| Kw  | Mo  | Di  | Mi  | Do  | Fr  | Sa  | So  |
| --- | --- | --- | --- | --- | --- | --- | --- |
| 17  |     |     |     |     |     |     | 1   |
| 18  | 2   | 3   | 4   | 5   | 6   | 7   | 8   |
| 19  | 9   | 10  | 11  | 12  | 13  | 14  | 15  |
| 20  | 16  | 17  | 18  | 19  | 20  | 21  | 22  |
| 21  | 23  | 24  | 25  | 26  | 27  | 28  | 29  |
| 22  | 30  | 31  |     |     |     |     |     |

| Juni | Juni | Juni | Juni | Juni | Juni | Juni | Juni |
| Kw   | Mo   | Di   | Mi   | Do   | Fr   | Sa   | So   |
| ---- | ---- | ---- | ---- | ---- | ---- | ---- | ---- |
| 22   |      |      | 1    | 2    | 3    | 4    | 5    |
| 23   | 6    | 7    | 8    | 9    | 10   | 11   | 12   |
| 24   | 13   | 14   | 15   | 16   | 17   | 18   | 19   |
| 25   | 20   | 21   | 22   | 23   | 24   | 25   | 26   |
| 26   | 27   | 28   | 29   | 30   |      |      |      |

| Juli | Juli | Juli | Juli | Juli | Juli | Juli | Juli |
| Kw   | Mo   | Di   | Mi   | Do   | Fr   | Sa   | So   |
| ---- | ---- | ---- | ---- | ---- | ---- | ---- | ---- |
| 26   |      |      |      |      | 1    | 2    | 3    |
| 27   | 4    | 5    | 6    | 7    | 8    | 9    | 10   |
| 28   | 11   | 12   | 13   | 14   | 15   | 16   | 17   |
| 29   | 18   | 19   | 20   | 21   | 22   | 23   | 24   |
| 30   | 25   | 26   | 27   | 28   | 29   | 30   | 31   |

| August | August | August | August | August | August | August | August |
| Kw     | Mo     | Di     | Mi     | Do     | Fr     | Sa     | So     |
| ------ | ------ | ------ | ------ | ------ | ------ | ------ | ------ |
| 31     | 1      | 2      | 3      | 4      | 5      | 6      | 7      |
| 32     | 8      | 9      | 10     | 11     | 12     | 13     | 14     |
| 33     | 15     | 16     | 17     | 18     | 19     | 20     | 21     |
| 34     | 22     | 23     | 24     | 25     | 26     | 27     | 28     |
| 35     | 29     | 30     | 31     |        |        |        |        |

| September | September | September | September | September | September | September | September |
| Kw        | Mo        | Di        | Mi        | Do        | Fr        | Sa        | So        |
| --------- | --------- | --------- | --------- | --------- | --------- | --------- | --------- |
| 35        |           |           |           | 1         | 2         | 3         | 4         |
| 36        | 5         | 6         | 7         | 8         | 9         | 10        | 11        |
| 37        | 12        | 13        | 14        | 15        | 16        | 17        | 18        |
| 38        | 19        | 20        | 21        | 22        | 23        | 24        | 25        |
| 39        | 26        | 27        | 28        | 29        | 30        |           |           |

| Oktober | Oktober | Oktober | Oktober | Oktober | Oktober | Oktober | Oktober |
| Kw      | Mo      | Di      | Mi      | Do      | Fr      | Sa      | So      |
| ------- | ------- | ------- | ------- | ------- | ------- | ------- | ------- |
| 39      |         |         |         |         |         | 1       | 2       |
| 40      | 3       | 4       | 5       | 6       | 7       | 8       | 9       |
| 41      | 10      | 11      | 12      | 13      | 14      | 15      | 16      |
| 42      | 17      | 18      | 19      | 20      | 21      | 22      | 23      |
| 43      | 24      | 25      | 26      | 27      | 28      | 29      | 30      |
| 44      | 31      |         |         |         |         |         |         |

| November | November | November | November | November | November | November | November |
| Kw       | Mo       | Di       | Mi       | Do       | Fr       | Sa       | So       |
| -------- | -------- | -------- | -------- | -------- | -------- | -------- | -------- |
| 44       |          | 1        | 2        | 3        | 4        | 5        | 6        |
| 45       | 7        | 8        | 9        | 10       | 11       | 12       | 13       |
| 46       | 14       | 15       | 16       | 17       | 18       | 19       | 20       |
| 47       | 21       | 22       | 23       | 24       | 25       | 26       | 27       |
| 48       | 28       | 29       | 30       |          |          |          |          |

| Dezember | Dezember | Dezember | Dezember | Dezember | Dezember | Dezember | Dezember |
| Kw       | Mo       | Di       | Mi       | Do       | Fr       | Sa       | So       |
| -------- | -------- | -------- | -------- | -------- | -------- | -------- | -------- |
| 48       |          |          |          | 1        | 2        | 3        | 4        |
| 49       | 5        | 6        | 7        | 8        | 9        | 10       | 11       |
| 50       | 12       | 13       | 14       | 15       | 16       | 17       | 18       |
| 51       | 19       | 20       | 21       | 22       | 23       | 24       | 25       |
| 52       | 26       | 27       | 28       | 29       | 30       | 31       |          |

## Ereignisse

### Politik und Weltgeschehen

#### Zweiter Englisch-Niederländischer Krieg
- 25. Februar: Eine niederländische Flotte unter dem Kommando von Abraham Crijnssen taucht vor Paramaribo, der Hauptstadt der englischen Kolonie Suriname auf.
- 6. März: Der englische Gouverneur William Byam unterzeichnet nach kurzer Beschießung die Übergabeurkunde von Suriname an die Niederländer.
- 20. Mai: In der Seeschlacht vor Nevis in der Karibik wehren englische Schiffe eine geplante Invasion der Karibikinsel Nevis durch eine niederländisch-französische Flotte ab.
- Anfang Juni: Eine von England ausgeschickte aus neun Schiffen bestehende Flotte erreicht die englische Kolonie Barbados in der Karibik. Der Versuch einer Rückeroberung der im Vorjahr in französische Hände gelangten Insel St. Kitts misslingt allerdings am 16. Juni.

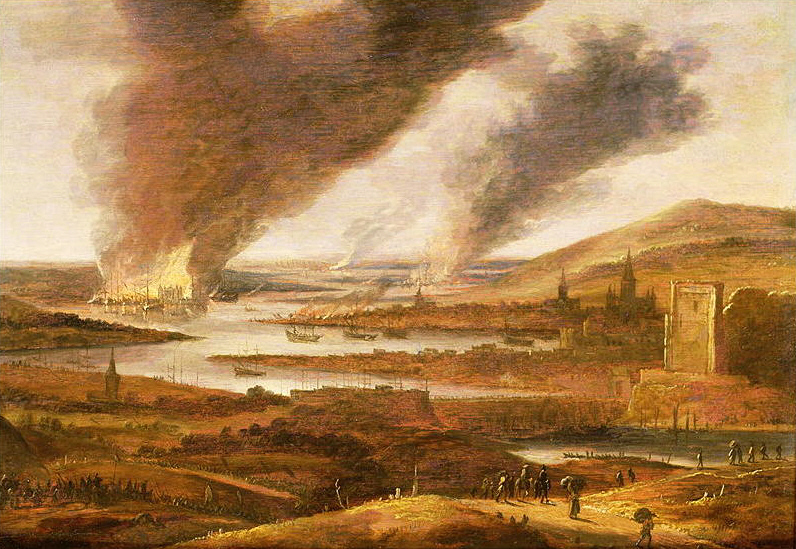
Überfall im Medway; Gemälde von Willem Schellinks (um 1668)

- 19. bis 24. Juni: Beim Überfall im Medway dringen niederländische Schiffe bis in die Mündung der Themse vor. Die Royal Navy erlebt ihr bisher größtes Desaster und England sieht sich in der Folge zum Friedensschluss gezwungen.
- ab dem 25. Juni: Die englische Flotte greift wiederholt die französische Karibikinsel Martinique an und besiegt am 6. Juli bei Saint-Pierre ein französisches Geschwader.

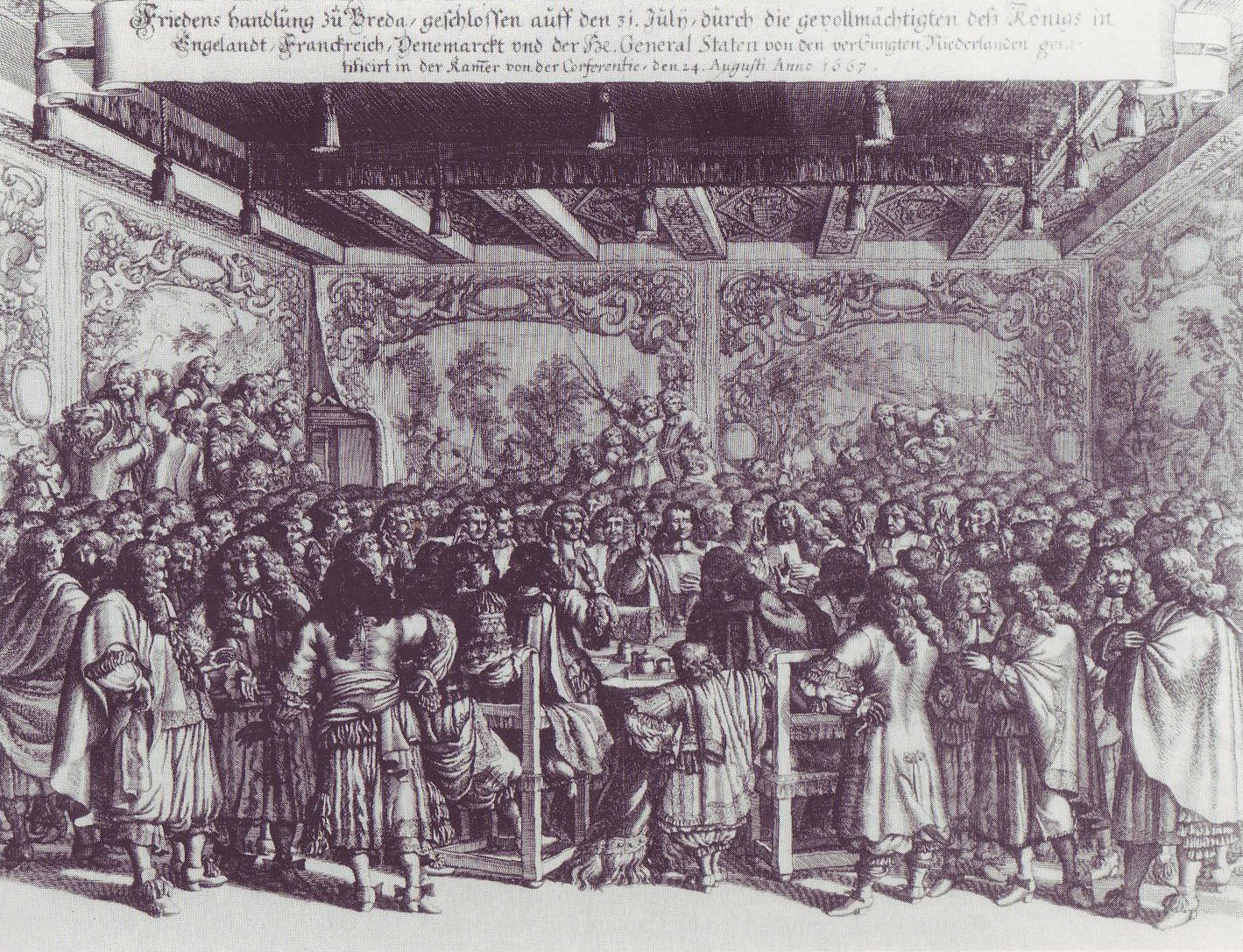
Friedenskongress in Breda; (Zeitgenössischer Stich)

- 31. Juli: Der Frieden von Breda beendet den Zweiten Englisch-Niederländischen Seekrieg. Die Niederlande ziehen sich aus Nordamerika zurück, während England seine Stützpunkte in Indonesien und Suriname räumt. Durch die klare Gebietsaufteilung tritt eine echte Entspannung zwischen den beiden aufstrebenden Kolonialmächten ein.
- 15. September: Englische Einheiten erobern in Unkenntnis des erfolgten Friedensschlusses Cayenne.
- 8. Oktober: Die Engländer erobern Suriname zurück, was aber wegen des zuvor erfolgten Friedensvertrages von Breda keine weiteren Auswirkungen hat. Anfang November kehrt die englische Flotte nach Barbados zurück.
- Mit dem Eeuwig edict wird die Abschaffung der erblichen Statthalterschaft in Holland beschlossen.

#### Polnisch-Russischer Krieg

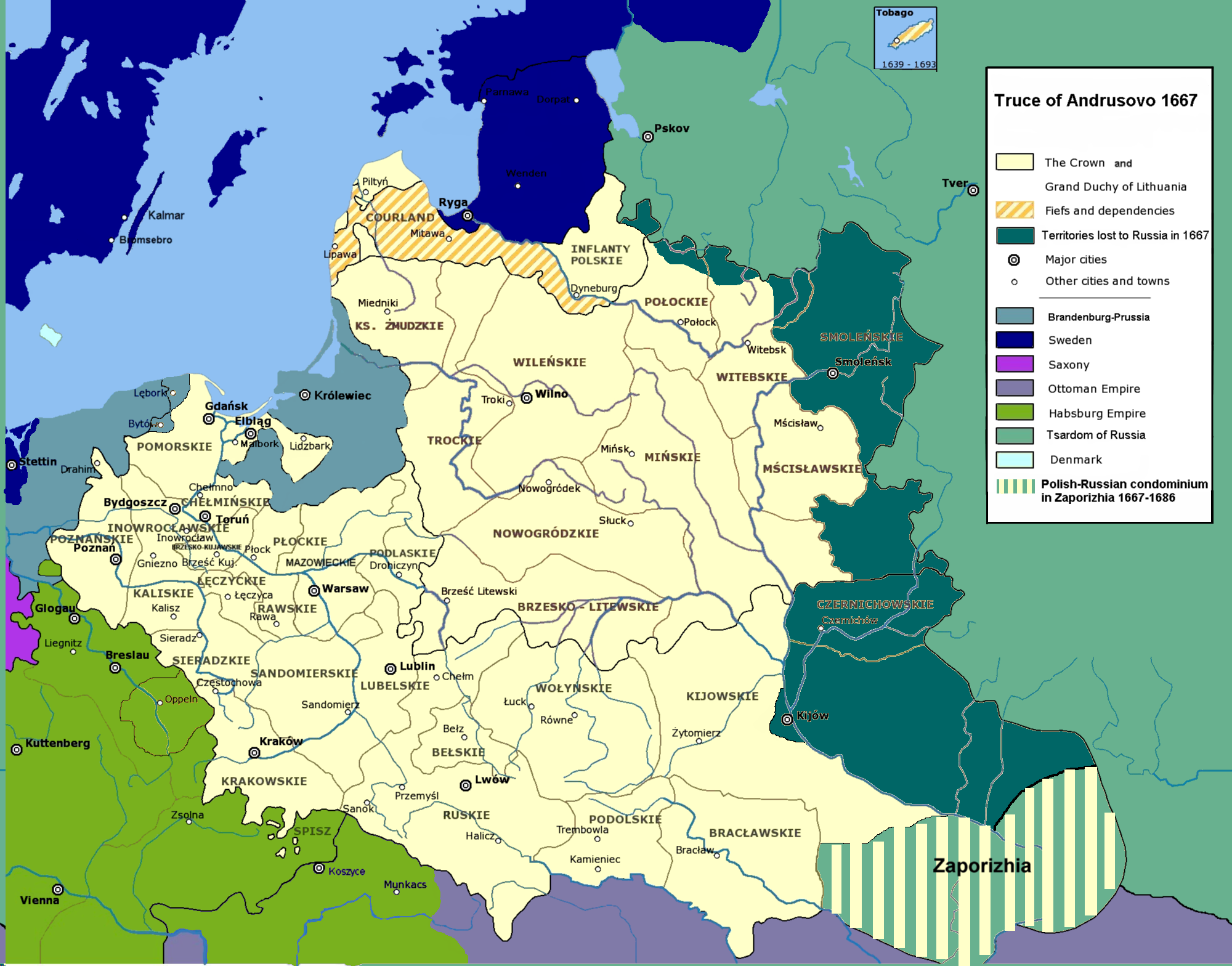
1667, Gebietsverluste Polen-Litauens im Vertrag von Andrussowo

- 30. Januar: Der Vertrag von Andrussowo beendet den Russisch-Polnischen Krieg 1654–1667. Der Vertrag annulliert alle im Vertrag von Deulino aus dem Jahr 1618 festgelegten polnischen Gebietsgewinne und beendet die jahrhundertelange Dominanz der Rzeczpospolita von Polen-Litauen in Osteuropa zugunsten des Zarentum Russland.

#### Frankreich

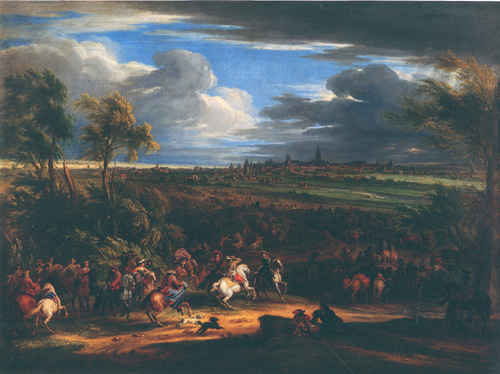
Die französische Armee vor Courtrai, Gemälde von Adam Frans van der Meulen

- 24. Mai: Mit dem Einmarsch französischer Truppen unter dem Befehl von Henri de La Tour d’Auvergne, vicomte de Turenne, in die Spanischen Niederlande beginnt der Devolutionskrieg Ludwigs XIV. gegen Spanien. Die Angegriffenen sind auf einen Krieg schlecht vorbereitet und können auf absehbare Zeit nicht mit Unterstützung aus dem Mutterland rechnen. Erstes Ziel der Franzosen bildet die Festung Charleroi, die am 2. Juni besetzt wird (siehe Belagerung von Charleroi (1667))

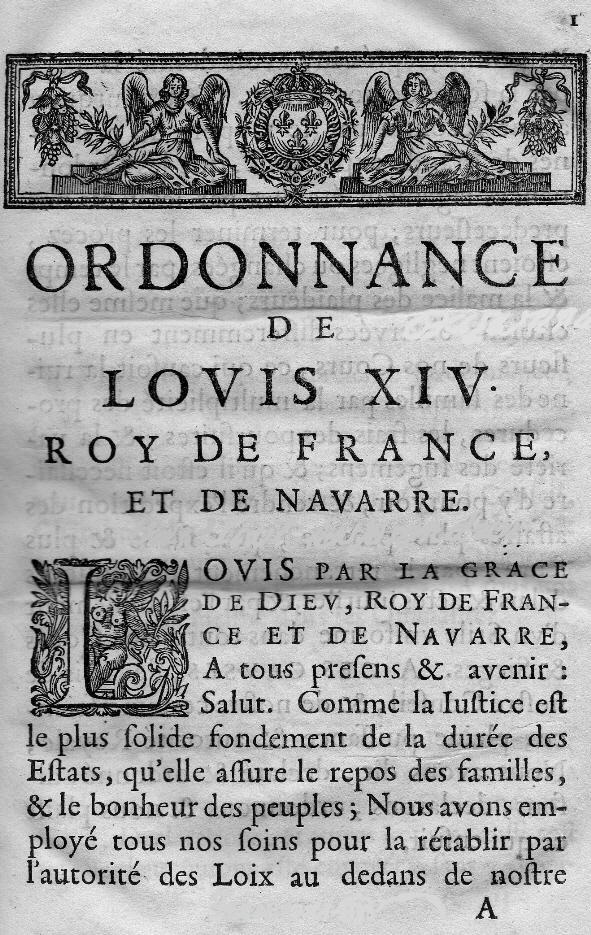
Erste Seite des Code Louis von 1667

- Der zivilrechtliche Teil des von Jean-Baptiste Colbert im Auftrag von Ludwig XIV. erarbeiteten Code Louis wird herausgegeben.

#### Weitere Ereignisse in Europa
- 19. Juni: Graf Anton Günther stirbt, die Grafschaften Oldenburg und Delmenhorst kommen unter dänische Herrschaft.

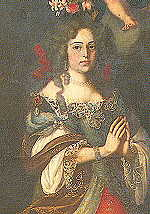
Maria Francisca von Savoyen, Königin von Portugal

- 23. November: Die Ehefrau Maria Francisca Elisabeth von Savoyen und ihr Bruder Peter zwingen in Portugal den geistesschwachen König Alfons VI. zum Verzicht auf die Regentschaft.

#### Europäische Kolonien in Amerika und Asien
- 27. Februar: Niederländer unter der Führung von Abraham Crijnssen besetzten die englische Kolonie Suriname. Nach kurzem Beschuss wird Fort Willoughby unter Gouverneur William Byam erobert und in Fort Zeelandia umbenannt.
- 31. Juli: Im Frieden von Breda überlassen die Niederlande den Engländern endgültig die Insel Manhattan, das frühere Nieuw Amsterdam und damit die Kolonie Nieuw Nederland, die in New York umbenannt wird. Im Austausch dafür erhalten sie die indonesische Insel Run, mit der sie ihr Gewürzmonopol ein Jahrhundert lang absichern können, sowie Suriname, das in Niederländisch-Guayana umbenannt wird.

### Wirtschaft
Kurbrandenburg und Kursachsen schließen den Zinnaer Münzvertrag zur Vereinheitlichung ihres Münzwesens.
Der Taler auf den Bau von Schloss Moritzburg in Zeitz, eine Gedenkmünze des albertinischen Herzogs Moritz, des Begründers der Linie Sachsen-Zeitz, wird herausgegeben.

### Wissenschaft und Technik
- 15. Juni: Jean-Baptiste Denis, Doktor der Medizin, führt in Paris die erste aufgezeichnete erfolgreiche Bluttransfusion von einem Lamm auf einen Menschen durch.
- 2. September: In Paris wird die Straßenbeleuchtung eingeführt, um das nächtliche Geschehen polizeilich besser überwachen zu können.

### Kultur

#### Bildende Kunst
- 9. April: Die weltweit erste Kunstausstellung wird im Pariser Salon du Louvre eröffnet.

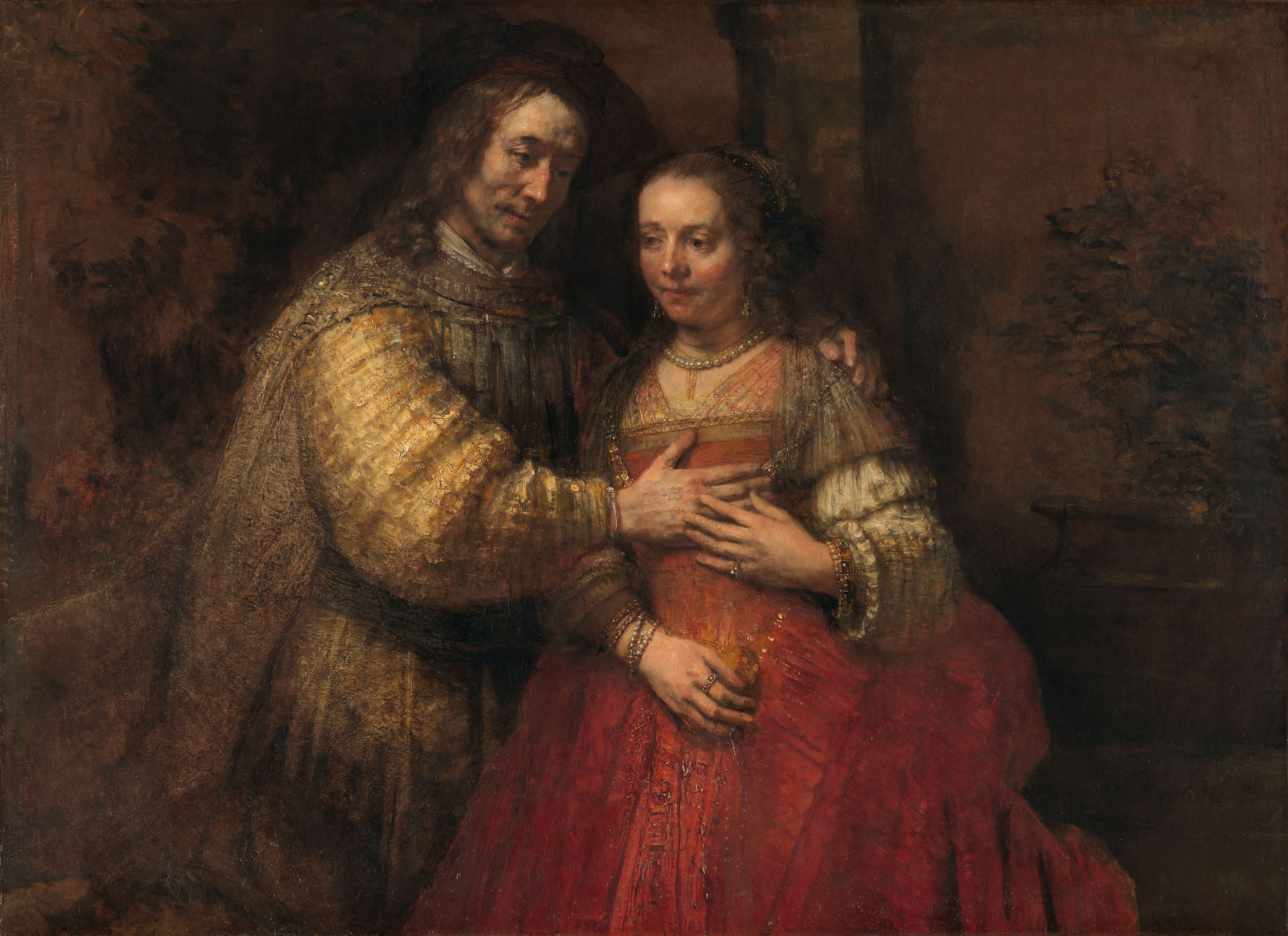
Die Judenbraut

- Rembrandt van Rijn vollendet das Werk, das später unter dem Namen Die Judenbraut bekannt wird.

#### Musik und Theater

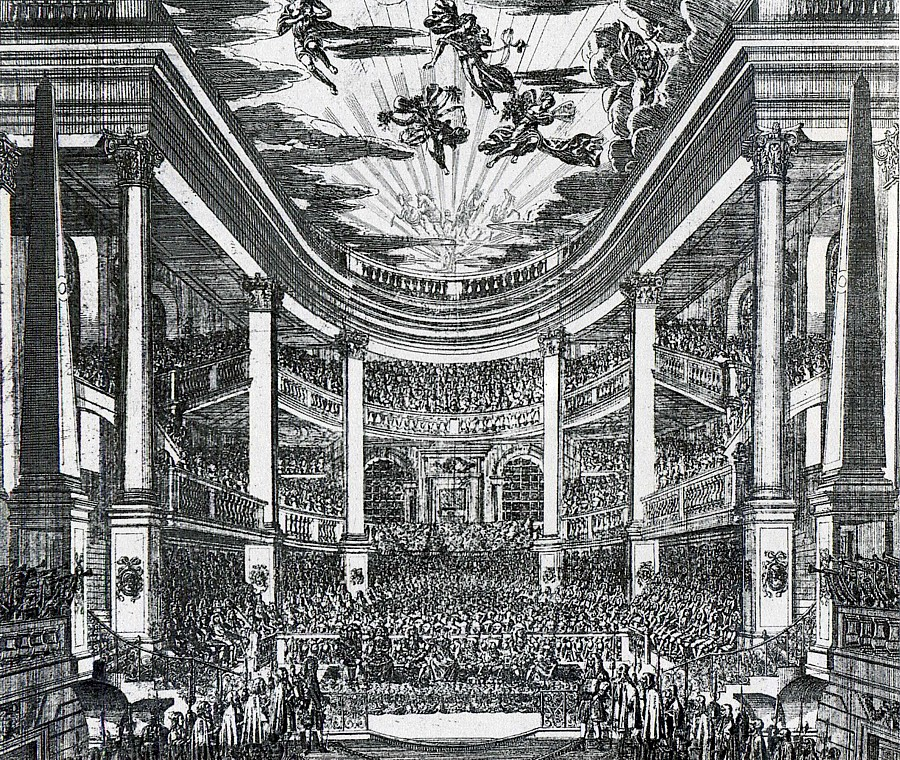
Der Zuschauerraum des Opernhauses

- Das im Auftrag von Kurfürst Johann Georg II. von Sachsen erbaute Opernhaus am Taschenberg in Dresden wird nach rund dreijähriger Bauzeit von Baumeister Wolf Caspar von Klengel fertiggestellt. Zur Eröffnung am 27. Januar kommt die Oper Il teseo von Pietro Andrea Ziani auf das Libretto von Giovanni Andrea Moniglia zur Aufführung.
- 30. Januar: Die Uraufführung des musikalischen Dramas Atalanta von Johann Caspar von Kerll erfolgt in München.
- 5. August: Die Zweitfassung von Molières Komödie Tartuffe ou L'Imposteur löst wie die erste Version aus dem Jahr 1664 einen Skandal aus und wird mit Aufführungsverbot belegt.
- 6. November: Die Uraufführung des musikalischen Dramas Le pretensioni del sole von Johann Caspar von Kerll erfolgt in München.
- 17. November: Die Tragödie Andromache von Jean Racine wird im Hôtel de Bourgogne in Paris uraufgeführt. Das Stück beruht auf einigen Versen aus Vergils Epos Aeneis, von dem Racine allerdings in mehreren Punkten abweicht.

### Religion
- 20. Juni: Clemens IX. wird als Nachfolger des am 22. Mai verstorbenen Alexander VII. zum Papst gewählt.

### Katastrophen
- 6. April: Ein schweres Erdbeben lässt in Ragusa, dem heutigen Dubrovnik, fast alle Gebäude einstürzen, während die Stadtmauern der Naturgewalt standhalten. Unter den mehr als 5.000 Todesopfern befindet sich auch das Stadtoberhaupt.

## Geboren

### Geburtsdatum gesichert
- 06. Januar: Joscio Hamberger, Benediktiner und Abt der Abtei Niederaltaich († 1739)
- 26. Januar: Elizabeth Seymour, Duchess of Somerset, Hofdame von Mary II. von England († 1722)
- 26. Januar: Hendrick Zwaardecroon, Generalgouverneur von Niederländisch-Indien († 1728)
- 4. Februar: Hieronymus Dathe, deutscher lutherischer Theologe († 1707)
- 5. Februar: Gottfried Reiche, deutscher Trompeter und Komponist († 1734)
- 7. Februar: Zacharias Wolf, deutscher Heerführer († 1726)
- 27. Februar: Luise Charlotte Radziwill, litauische calvinistische Adelige († 1695)
- 3. März: Jakob Heinrich Graf von Flemming, kursächsisch-polnischer Staatsmann und Armeechef († 1728)
- 6. März: Kambaksh, Prinz der indischen Mogul-Dynastie († 1709)
- 13. März: José Antonio de Mendoza Caamaño y Sotomayor, spanischer Kolonialverwalter, Vizekönig von Peru († 1746)
- 30. März: Jean Henri Huguetan, französischer Bankier in Dänemark († 1749)
- 31. März: Hieronymus von Erlach, Schweizer General († 1748)
- April: John Arbuthnot, britischer Mediziner und Schriftsteller († 1735)
- 26. Mai: Abraham de Moivre, französischer Mathematiker († 1754)
- 28. Mai: Johann Ortwin Westenberg, deutscher Rechtswissenschaftler († 1737)
- 24. Juni: Johann Jakob Dachs, Schweizer evangelischer Geistlicher († 1744)
- 27. Juni: Ignace Jacques Parrocel, französischer Maler und Kupferstecher († 1722)
- 28. Juni: Iwan Jurjewitsch Trubezkoi, russischer Feldmarschall († 1750)
- 21. Juli: Cristoforo Munari, italienischer Stilllebenmaler, Restaurator und Kunsthändler († 1720)
- 4. August: Carl Hildebrand von Canstein, brandenburgischer Hofbeamter und Stifter der Cansteinschen Bibelanstalt († 1719)
- 6. August: Johann I Bernoulli, Schweizer Mathematiker († 1748)
- 9. August: David Hoyer, deutscher Maler († 1720)
- 11. August: Anna Maria Louisa de Medici, letzte Großherzogin der Toskana und Herrscherin aus dem Hause Medici, Kurfürstin von der Pfalz († 1743)
- 11. August: Emilie Agnes Reuß zu Schleiz, Herzogin von Sachsen-Weißenfels-Dahme († 1729)
- 28. August: Louise zu Mecklenburg, Königin von Dänemark und Norwegen († 1721)
- 9. September: Felice Torelli, italienischer Maler († 1748)
- 02. Oktober: Louis de Bourbon, Graf von Vermandois, unehelicher Sohn Ludwigs XIV. († 1683)
- 15. Oktober: Ludwig Friedrich I., Fürst von Schwarzburg-Rudolstadt, Graf von Hohnstein, Herr von Rudolstadt, Blankenburg und Sondershausen († 1718)
- 24. Oktober: Sophie Christiane von Wolfstein, Markgräfin von Brandenburg-Kulmbach († 1737)
- 28. Oktober: Maria Anna von Pfalz-Neuburg, Königin von Spanien († 1740)
- 2. November: Jakob Louis Heinrich Sobieski, Kronprinz von Polen († 1737)

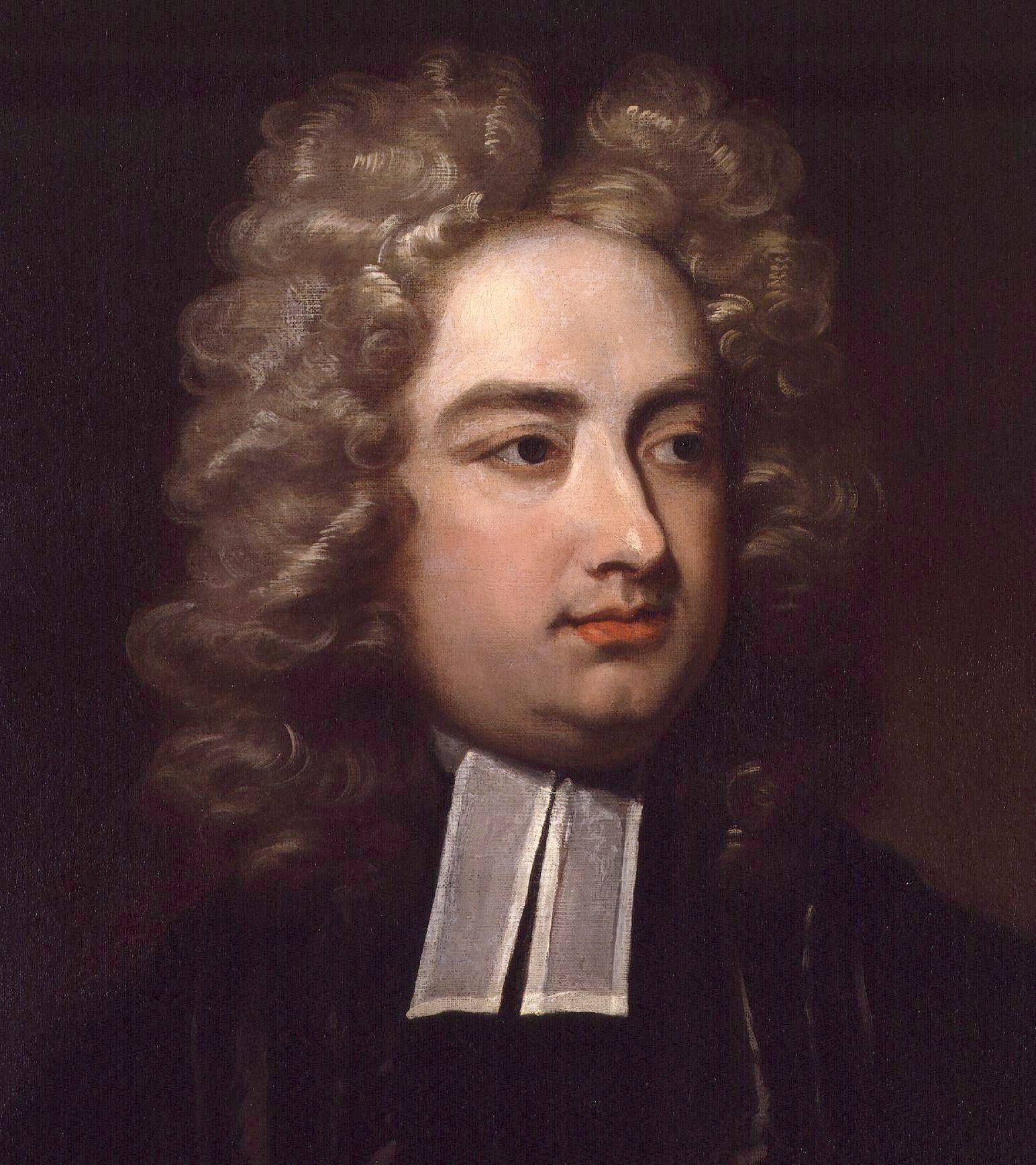
Jonathan Swift (um 1710)

- 30. November: Jonathan Swift, anglo-irischer Schriftsteller († 1745)
- 15. Dezember: Ernst Ludwig, Landgraf von Hessen-Darmstadt († 1739)
- 16. Dezember: Johann Friedrich Hertel, deutscher Rechtswissenschaftler († 1743)
- 25. Dezember: Melusine von der Schulenburg, Mätresse von Georg I., Kurfürst von Hannover und König von Großbritannien († 1743)
- 31. Dezember: Friedrich Ulrich Cirksena, holländischer Generalleutnant und Graf in Ostfriesland († 1710)

### Genaues Geburtsdatum unbekannt
- Matthäus des Angles, französischer Bildhauer, Maler und Zeichner († 1741)
- Germain Boffrand, französischer Baumeister und Innenarchitekt († 1754)
- Thomas Fairchild, englischer Botaniker und Gärtner († 1729)
- Matteo Sassano, gen. Matteuccio, italienischer Kastrat und Opernsänger († 1737)

### Geboren um 1667
- Henry Kelsey, englischer Pelzhändler, Seemann und Entdecker († 1724)
- Wenzel Niederwerfer, evangelisch-lutherischer Geistlicher, Theologe und Exulant böhmischer Herkunft in Kursachsen († 1732)

## Gestorben

### Erstes Halbjahr
- 3. Januar: Gottschalk von Wickede, Bürgermeister von Lübeck (* 1597)
- 4. Januar: Johann Andreas von Rosenberg, bedeutender Vertreter des katholischen Adels in Kärnten (* 1600)
- 9. Januar: Detlev von Ahlefeldt, Domherr des Domkapitels des Lübecker Doms (* 1633)
- 23. Januar: Hieronymus Bauhin, Schweizer Arzt französischer Herkunft (* 1637)
- 20. Februar: Jerónimo Jacinto Espinosa, spanischer Maler (* 1600)
- 27. Februar: Stanisław Potocki, Großhetman der polnischen Krone (* 1579)
- 27. März: Franz Wesselényi, ungarischer Palatin und Rädelsführer (* 1605)
- 29. März: Elisabeth Louise Juliane von Pfalz-Zweibrücken, Äbtissin von Herford (* 1613)
- 7. April: Barthold Moller, deutscher Jurist, Ratsherr und Bürgermeister von Hamburg (* 1605)
- 13. April: Carlo Martino Carlone, italienischer Baumeister (* um 1616)
- 27. April: Caspar Sagittarius, deutscher Pädagoge und lutherischer Geistlicher (* 1597)
- 2. Mai: George Wither, englischer Dichter (* 1588)
- 6. oder 7. Mai: Johann Jakob Froberger, deutscher Komponist und Organist (* 1616)
- 10. Mai: Luisa Maria Gonzaga, Königin von Polen (* 1611)
- 18. Mai: Melchior Schildt, deutscher Komponist und Organist (* 1592 oder 1593)
- 22. Mai: Alexander VII., Papst von 1655 bis 1667 (* 1599)
- 22. Mai: Georg Achatz Heher, Jurist, Diplomat und Kanzler von Schwarzburg-Rudolstadt (* 1601)
- 5. Juni: Francesco Maria Sforza Pallavicino, italienischer Kardinal und Theologe (* 1607)
- 13. Juni: Konrad Widerholt, deutscher Kommandant im Dreißigjährigen Krieg (* 1598)
- 18. Juni: Luise Henriette von Oranien, Kurfürstin von Brandenburg (* 1627)
- 19. Juni: Anton Günther, Reichsgraf von Oldenburg und Delmenhorst (* 1583)
- 26. Juni: Johann Zeisold, deutscher Physiker (* 1599)

### Zweites Halbjahr
- 4. Juli: Johann VI., Fürst von Anhalt-Zerbst (* 1621)
- 7. Juli: Nicolas Sanson, französischer Kartograph (* 1600)
- 8. Juli: Zacharias Lund, deutscher Dichter und klassischer Philologe (* 1608)
- 23. Juli: Justus Henricus Heidfeldt, deutscher reformierter Theologe und Philologe (* 1606)
- 28. Juli: Abraham Cowley, englischer Dichter (* 1618)
- 2. August: Francesco Borromini, italienischer Baumeister (* 1599)
- 12. August: Cornelis van Poelenburgh, niederländischer Maler (* 1594/95)
- 31. August: Johann Rist, deutscher Dichter und evangelisch-lutherischer Prediger (* 1607)
- 3. September: Alonso Cano, spanischer Maler, Bildhauer und Architekt (* 1601)
- 20. September: Niels Trolle, dänischer Staatsmann und Admiral (* 1599)
- 18. Oktober: Fasilides, Kaiser von Äthiopien (* 1603)
- 24. Oktober: Gabriel Metsu, niederländischer Maler (* 1629)
- 25. Oktober: Ernst Adalbert von Harrach, Erzbischof von Prag und Bischof von Trient (* 1598)
- 30. Oktober: Johann Jakob Wolleb der Ältere, Schweizer Organist und Theologe (* 1613)
- 1. November: Albrecht von Brandenburg-Ansbach, Markgraf des Fürstentums Ansbach (* 1620)
- 5. November: Franz Tunder, deutscher Komponist und Organist (* 1614)
- 16. November: Nathanael Schnittelbach, deutscher Komponist und Violinist (* 1633)
- 24. November: Wolfgang Conrad von Thumbshirn, deutscher Politiker, Mitunterzeichner des Westfälischen Friedens (* 1604)
- 28. November: Jean de Thévenot, französischer Asien-Reisender, Sprachwissenschaftler und Botaniker (* 1633)
- 8. Dezember: Reinhold von Rosen, deutschbaltischer General in schwedischen und französischen Diensten (* 1605)
- 21. Dezember: Hans Ernst aus dem Winckel, deutscher Adeliger und Mitglied der „Fruchtbringenden Gesellschaft“ (* 1585)
- 31. Dezember: Jerzy Sebastian Lubomirski, polnischer Magnat und Reichsfürst im Heiligen Römischen Reich (* 1616)

### Genaues Todesdatum unbekannt
- Antonio Abati, italienischer Dichter (* um 1600)
- François l’Olonnais, französischer Bukanier (* um 1635)

### Gestorben um 1667
- Caspar Preis, Kurmainzer Bauer und Ortschronist